# Famille Foscari
 (juillet 2024).
Si vous disposez d'ouvrages ou d'articles de référence ou si vous connaissez des sites web de qualité traitant du thème abordé ici, merci de compléter l'article en donnant les références utiles à sa vérifiabilité et en les liant à la section « Notes et références ».
La famille Foscari est une famille patricienne de Venise.

## Historique

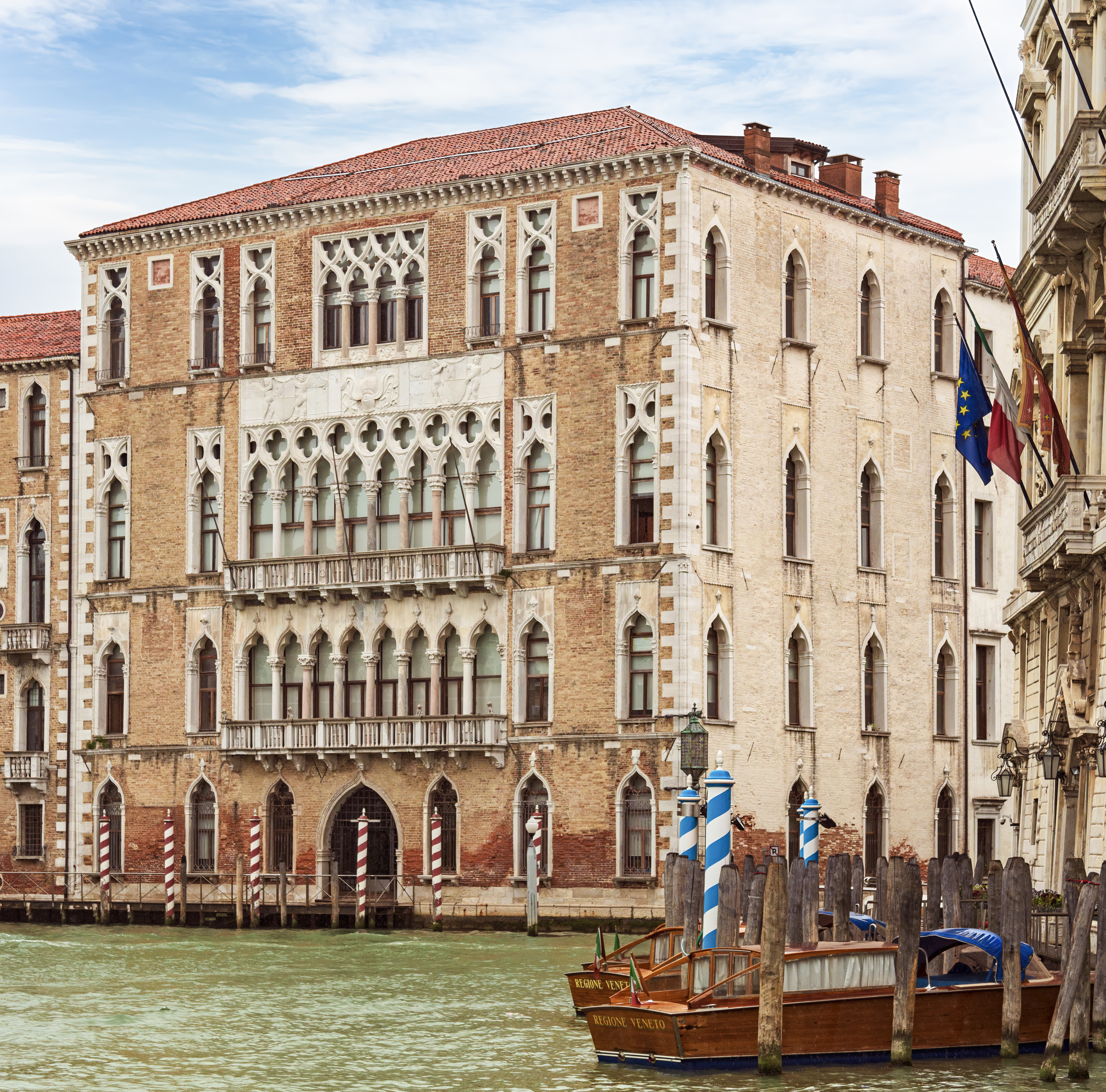
La Ca' Foscari, donné par le Sénat au duc de Mantoue. Après la mort de celui-ci, le doge Foscari l'acheta

## Personnalités
Des membres de la famille ont été des tribuns, gouverneurs ou recteurs d'îles.
La famille a donné un doge de Venise, Francesco Foscari de 1423 à 1457.

## Armes

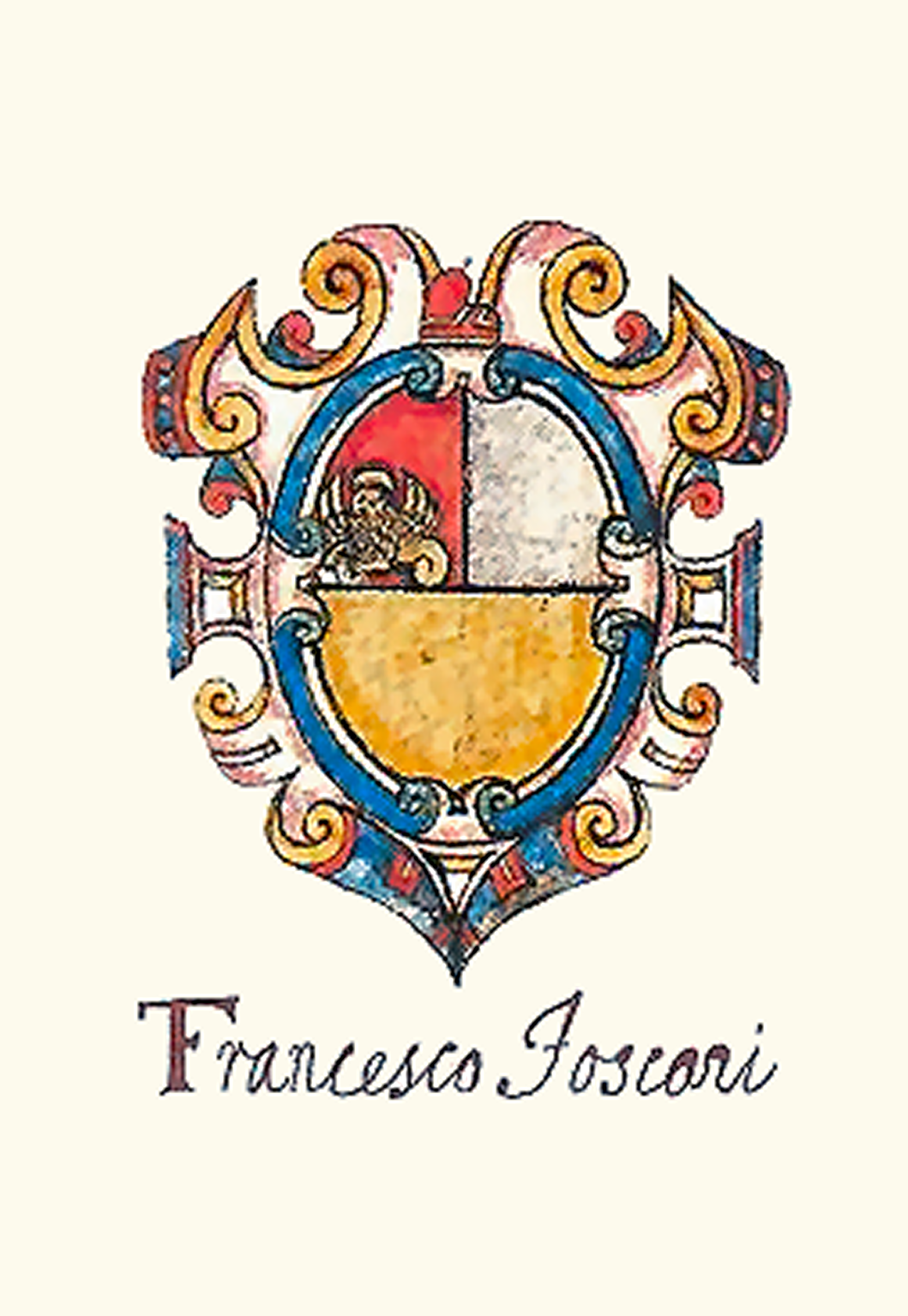
Armes.

Le blason de la famille se blasonnent ainsi : d'un écu coupé d'argent et d'or, le premier quartier de gueules chargé d'un Saint-Marc d'argent.

## Demeures
- Palais Foscari del Prà.
- Ca' Foscari.
- Palais Foscari, à la Giudecca.
- Palais Foscari Contarini.